# Quing (Album)
Quing ist das zweite Album der Rapperin Sookee. Es erschien am 24. Februar 2010 über Springstoff Records.

## Entstehung
Vier Jahre nach ihrem Debütalbum Kopf Herz Arsch nahm Sookee, die eigenen Aussagen zufolge inzwischen deutlich versierter im Rappen agiert, ihr zweites Album auf. Dabei kühlte der Kontakt zu ihren beiden Kollegen bei Springstoff, Mad Maks und BierPimp, zwischenzeitlich ab. Unterdessen lernte sie die Band Schlagzeiln und den Rapper Tapete kennen, mit denen sie anschließend häufiger auftrat.
Als Titel wurde „Quing“ gewählt, was zugleich ihr Alter Ego darstellt. Letzteres ist für die Hip-Hop-Szene typisch. Auch andere Rapper legen sich oftmals Pseudonyme und/oder Alter Egos zu. Das Wort „Quing“ ist hierbei ein Wortspiel aus den englischen Wörtern „queen“ (deutsch: Königin) und „king“ (deutsch: König). Die Rapperin begründete dies damit, dass zum einen ein Lied mit dem Titel auf dem Album existiere und zum anderen, dass es sich „auf den Gesamtinhalt bezieht“.

## Cover
Das Cover ist in den Farben violett, weiß und schwarz sowie im Siebdruckstil gehalten. Rechts unten ist vor einem weißen Hintergrund mit violetten und schwarzen Farbklecksen die violettfarbene Silhouette der Künstlerin zu sehen, die in der linken Hand ein Mikrophon hält. Links oben ist in schwarzer, „verschnörkelter“ Schreibschrift der Schriftzug „Sookee“ zu erkennen, darunter violett in Großbuchstaben „QUING“, wobei das Q und das G überlange Balken besitzen. Die Buchstaben sind so angeordnet, dass selbst bei einer Drehung um 180 Grad der Schriftzug noch als „QUING“ zu lesen ist. Ein Booklet ist dem Album nicht enthalten.

## Versionen
Das Album erschien in insgesamt zwei verschiedenen Versionen. Neben der Standardversion mit 18 Titeln erschien noch eine sogenannte Premium Edition, auf der Remixe der Stücke Klinge, Konstruktiv, Milady, Besinn Mich und Kommentarfunktion sowie 12 Minuten enthalten ist. Letzteren hatte Sookee für den im März 2009 erschienenen Sampler Conscious 2.0 aufgenommen, einen Sampler, auf dem mehrere Interpreten aus dem Subgenre Conscious Rap vertreten sind.

## Stil und Texte
Das Album ist stilistisch dem Conscious Rap zuzuordnen. Gastrapper sind Kobito von den Schlagzeiln (auf Release) und Tapete (auf Pro Homo). Es werden überwiegend sozialkritische Themen angesprochen. Beispielsweise handeln Stücke wie Eingangs, Trinity und Siebenmeilensneakers von Selbstreflexion. Der Titelsong Quing charakterisiert ihr Alter Ego. In Pro Homo wird die in der Hip-Hop-Szene sehr stark verbreitete Homophobie kritisiert; in der von Tapete vorgetragenen Strophe werden die Ansichten von Papst Benedikt XVI. zu diesem Thema als rückwärtsgewandt angeprangert. Auf Lernprozess setzt sich die Künstlerin kritisch mit den drei Liedern Marvin & Justin, 8ung und Untitled von ihrem Debütalbum auseinander.

## Rezeption
Im Magazin L-Mag wird das Album sehr positiv aufgenommen. Es bringe „treibenden R'n'B-Sound, grundehrlichen Hip-Hop und emotionalen Soul unter einen Hut“. Eine ähnliche Meinung wird auf digitales-zimmer.de vertreten; das dortige Fazit lautet folgendermaßen: „Nicht nur ein Album das man gehört haben muss, sondern unbedingt haben will! Mit dieser Palette erstklassiger Beats, dem Flow einer Quing und den tiefgreifenden Texten legt Sookee hier eine Scheibe auf den Tisch die es in sich hat!“ Das Portal rap2soul.de bezeichnete das Album als „ein innovatives Gesamtwerk des Sprechgesangs ohne jegliches Mackergepose, doch mit viel Wut und positiver Energie“ und bescheinigte der Künstlerin, „eine mutige Rundumschau ihrer persönlichen, musikalischen und politischen (Weiter-) Entwicklung [zu liefern]“